# قاتلان (آلبوم آیرن میدن)
| بررسی انتقادی                    | بررسی انتقادی |
| منبع                             | رتبه‌بندی      |
| -------------------------------- | ------------- |
| آل‌میوزیک                         | [ ۴ ]         |
| Collector's Guide to Heavy Metal | ۹/۱۰          |
| پیچفورک                          | ۷٫۳/۱۰        |
| Sputnikmusic                     | [ ۷ ]         |
| The Daily Vault                  | A−            |

قاتلان (انگلیسی: Killers) دومین آلبوم استودیویی گروه هوی متال انگلیسی آیرن میدن است که نخستین بار در ۱۶ فوریهٔ ۱۹۸۱ در بریتانیا توسط ئی‌ام‌آی رکوردز و سپس در ۱۱ مه همان سال در ایالات متحده توسط هاروست و کپیتال رکوردز منتشر شد. این نخستین آلبوم آن‌ها با حضور گیتاریست آدرین اسمیت، و آخرین آلبوم آن‌ها با حضور خواننده پل دی‌آنو بود. دی‌آنو پس از مشکلاتی که در اجرای کنسرتش به‌دلیل مصرف الکل و کوکائین به وجود آمد، اخراج شد. قاتلان همچنین نخستین آلبوم آیرن میدن بود که با تهیه‌کننده مارتین برچ ضبط شد؛ برچ تهیه‌کنندگی هشت آلبوم بعدی گروه تا ترس از تاریکی (۱۹۹۲) را به عهده داشت.